# Коннор, Кайл
Кайл Коннор (англ. Kyle Connor; 9 декабря 1996, Шелби-Тауншип, США) — американский хоккеист, центральный нападающий клуба НХЛ «Виннипег Джетс».
Воспитанник хоккейной школы «Белл Тэйр». Выступал за «Янгстаун Фантомс» (USHL).
В составе юниорской сборной США участник чемпионата мира 2014.
Достижения
- Победитель юниорского чемпионата мира (2014)